# Теорема Шура о постоянной кривизне
Теорема Шура — даёт поточечное условие на риманову метрику, гарантирующее постоянство её кривизны. 
Доказана Фридрихом Шуром в 1886 году.

## Формулировка
Пусть {\displaystyle M} — связное (возможно не полное) риманово многообразие
размерности {\displaystyle \geq 3}.
Если секционная кривизна {\displaystyle K_{\sigma _{p}}}, где {\displaystyle \sigma _{p}} есть
плоскость в {\displaystyle T_{p}(M)}, зависит только от {\displaystyle p}, то {\displaystyle M} есть пространство постоянной кривизны.